# Jacques Stella
Jacques Stella (* 1596 in Lyon; † 29. April 1657 in Paris) war ein französisch-flämischer Maler, Graveur und Holzschnitzer des Barock. Auch bekannt als Jacques Stalard, Jacques Stallard, Jacques Star, C. Stella, Jacques Stellaert und Jacques de Stella.

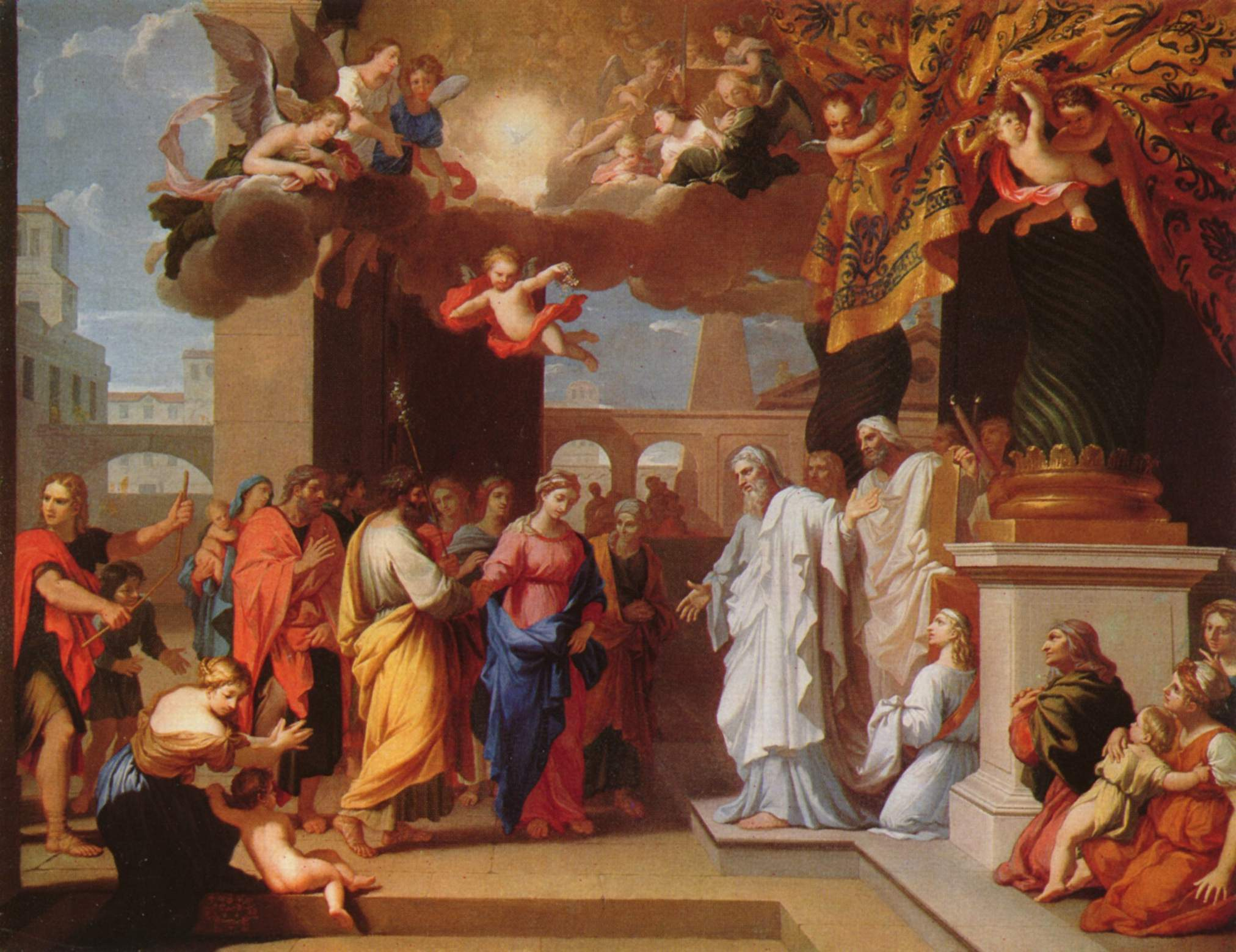
Stella: Vermählung von Maria und Joseph, Budapest

## Leben
Jacques Stella war der Sohn des flämischen Malers François Stella (1563–1605), der überwiegend Gemälde für Klöster und Kirchen malte. Jacques begann 1616 neben Jacques Callot, der auch den Stil seiner Stiche beeinflusste, für Cosimo II. de’ Medici in Florenz zu arbeiten. Er verkörperte den sensiblen Barockstil in Frankreich und Italien im frühen 17. Jahrhundert. Im Jahr 1623 ging er nach Rom, um seinen Ruf und sein Ansehen zu stärken. Seine Arbeiten wurden stark durch den klassischen Ansatz von Nicolas Poussin beeinflusst, der als enger Vertrauter Stellas gilt. 1634 hielt sich Stella in Venedig, Mailand und Lyon auf, bevor er wieder nach Paris zurückkehrte. Dort wurde er von Kardinal Richelieu dem König Ludwig XIII. vorgestellt, welcher ihn zu seinem „1. Königlichem Maler“ ernannte. Er blieb in Frankreich und arbeitete weiter in Paris, Rouen und Versailles. Nach langer Krankheit starb Stella 1657 in Paris. 
Nach Stellas Tod wurden seine Gemälde oft als Werke von Poussin verkauft. Viele seiner Werke sind beschädigt oder nicht erforscht. Seinen Neffen Antoine Bouzonnet (1637–1682) und seine Nichten Antoinette, Claudine (1634–1697) und Françoise Bouzonnet bildete er selber aus. Claudine Stella-Bouzonnet stellte nach seinem Tode Stiche aus seinen Zeichnungen her.